# 第93回日劇學院賞
←第92回 - 第93回 - 第94回→
第93回日劇學院賞，針對2017年4月到6月在日本播出之春季檔連續劇所做出的投票與評比。本季獲最優秀作品賞為TBS電視台的《反轉》，此劇共獲三項獎，亦是日劇學院賞第六部平均收視率低於10%的最佳作品。

## 得獎名單

### 最優秀作品賞
1. 反轉
2. CRISIS 特別搜查隊
3. 貴族偵探

- 讀者票：1. 貴族偵探；2. 反轉；3. 我命中注定的人；4. 科學怪人之戀；5. 成為母親
- 記者票：1. 反轉；2. CRISIS 特別搜查隊；3. 小巨人；4. 其實並不在乎你；5. 成為母親
- 評審票：1. CRISIS 特別搜查隊；2. 小巨人；3. 其實並不在乎你；4. 反轉；4. 科學怪人之戀

### 主演男優賞
1. 藤原龍也（反轉）
2. 小栗旬（CRISIS 特別搜查隊）
3. 相葉雅紀（貴族偵探）
4. 龜梨和也（我命中注定的人）
5. 長谷川博己（小巨人）

- 讀者票：1. 相葉雅紀（貴族偵探）；2. 藤原龍也（反轉）；3. 龜梨和也（我命中注定的人）；4. 小栗旬（CRISIS 特別搜查隊）；5. 綾野剛（科學怪人之戀）
- 記者票：1. 藤原龍也（反轉）；2. 小栗旬（CRISIS 特別搜查隊）；3. 長谷川博己（小巨人）；4. 龜梨和也（我命中注定的人）；5. 松重豐（孤獨的美食家Season6 ）
- 評審票：1. 小栗旬（CRISIS 特別搜查隊）；2. 藤原龍也（反轉）；3. 綾野剛（科學怪人之戀）；3. 長谷川博己（小巨人）；3. 笨蛋主義（架空OL日記）

### 主演女優賞
1. 波瑠（其實並不在乎你）
2. 澤尻英龍華（成為母親）
3. 天海祐希（緊急審訊室2）
4. 黑木華（澪之料理帖）
5. 桐谷美玲（人100%靠外表）

- 讀者票：1.澤尻英龍華（成為母親） ；2. 天海祐希（緊急審訊室2）；3. 黑木華（澪之料理帖）；4. 波瑠（其實並不在乎你）；5. 桐谷美玲（人100%靠外表）
- 記者票：1. 波瑠（其實並不在乎你）；2. 澤尻英龍華（成為母親）；3. 天海祐希（緊急審訊室2）；4. 黑木華（澪之料理帖）；5. 高梨臨（愛情敗犬向前衝）
- 評審票：1. 波瑠（其實並不在乎你）；2. 澤尻英龍華（成為母親）；3. 黑木華（澪之料理帖）；3. 天海祐希（緊急審訊室2）；3. 多部未華子（椿文具店 ～鎌倉代筆物語～）

### 助演男優賞
1. 東出昌大（其實並不在乎你）
2. 香川照之（小巨人）
3. 西島秀俊（CRISIS 特別搜查隊）
4. 岡田將生（小巨人）
5. 瀧藤賢一（貴族偵探）

- 讀者票：1. 瀧藤賢一（貴族偵探）；2. 玉森裕太（反轉）；3. 山下智久（我命中注定的人）；4. 生瀬勝久（貴族偵探）；5. 松重豐（貴族偵探）
- 記者票：1. 東出昌大（其實並不在乎你）；2. 岡田將生（小巨人）；3. 西島秀俊（CRISIS 特別搜查隊）；4. 安田顯（小巨人）；5. 鈴木伸之（其實並不在乎你）
- 評審票：1. 香川照之（小巨人）；2. 東出昌大（其實並不在乎你）；3. 西島秀俊（CRISIS 特別搜查隊）；4. 武田鐵矢（反轉）；4. 山崎育三郎（其實並不在乎你）

### 助演女優賞
1. 小池榮子（成為母親）
2. 戶田惠梨香（反轉）
3. 仲里依紗（其實並不在乎你）
4. 木村文乃（我命中注定的人）
5. 中山美穗（貴族偵探）

- 讀者票：1. 中山美穗（貴族偵探）；2. 戶田惠梨香（反轉）；3. 木村文乃（我命中注定的人）；4. 武井咲（貴族偵探）；5. 小池榮子（成為母親）
- 記者票：1. 小池榮子（成為母親）；2. 戶田惠梨香（反轉）；3. 仲里依紗（其實並不在乎你）；4. 新木優子（CRISIS 特別搜查隊）；5. 木村文乃（我命中注定的人）
- 評審票：1. 小池榮子（成為母親）；2. 仲里依紗（其實並不在乎你）；3. 戶田惠梨香（反轉）；3. 木村文乃（我命中注定的人）；3. 二階堂富美（科學怪人之戀）

### 主題曲賞
1. 《火柴人》RADWIMPS（科學怪人之戀）
2. 《I'll be there》嵐（貴族偵探）
3. 《擦身而過的機會》龜與山P（我命中注定的人）

- 讀者票：1. 《I'll be there》嵐（貴族偵探）；2. 《擦身而過的機會》龜與山P（我命中注定的人）；3. 《Destiny》香奈兒（反轉）；4. 《PICK IT UP》Kis-My-Ft2（櫻子小姐的腳下埋著屍體）；5. 《火柴人》RADWIMPS（科學怪人之戀）
- 記者票：1. 《火柴人》RADWIMPS（科學怪人之戀）；2. 《Non-fiction》平井堅（小巨人）；3. 《擦身而過的機會》龜與山P（我命中注定的人）；4. 《Destiny》香奈兒（反轉）；5. 《I need your love》Beverly（CRISIS 特別搜查隊）
- 評審票：1. 《火柴人》RADWIMPS（科學怪人之戀）；2. 《CQCQ》神啊，我注意到了（其實並不在乎你）；3. 《Just You and I》安室奈美惠（成為母親）；4. 《Non-fiction》平井堅（小巨人）；4. 《擦身而過的機會》龜與山P（我命中注定的人）

### 劇本賞
1. 奧寺佐渡子、清水友佳子（反轉）
2. 金城一紀（日语：金城一紀）（CRISIS 特別搜查隊）
3. 吉澤智子（日语：吉澤智子） （其實並不在乎你）

### 導演賞
1. 鈴木浩介、白木啓一郎（CRISIS 特別搜查隊）
2. 塚原亞由子、山本剛義、村尾嘉昭（反轉）
3. 金子文紀、竹村謙太郎、福田亮介（其實並不在乎你）

### 特別賞
從缺

## 得獎原因
- 關於藤原龍也，「樸素、懦弱的藤原很新鮮」，「由於藤原以往『大聲哀號』的角色形象，因此讓人倍感新鮮、反差萌十足」
- 關於波瑠，「打破了清純的形象」、「她成功地用從容態度，表達女性外遇導致的恐懼」
- 關於東出昌大，「瘋狂的表現很脫胎換骨」、「前所未有令人着迷的角色」。
- 關於編劇奧寺佐渡子及清水友佳子，「不停地展開一連串的逆轉，且原創了原著沒有的劇情。」連湊佳苗的支持者都接受。「結尾不僅漂亮，且令人難以釋懷」。

## 外部連結
- 第93回日劇學院賞 （页面存档备份，存于）